# Kleroterion

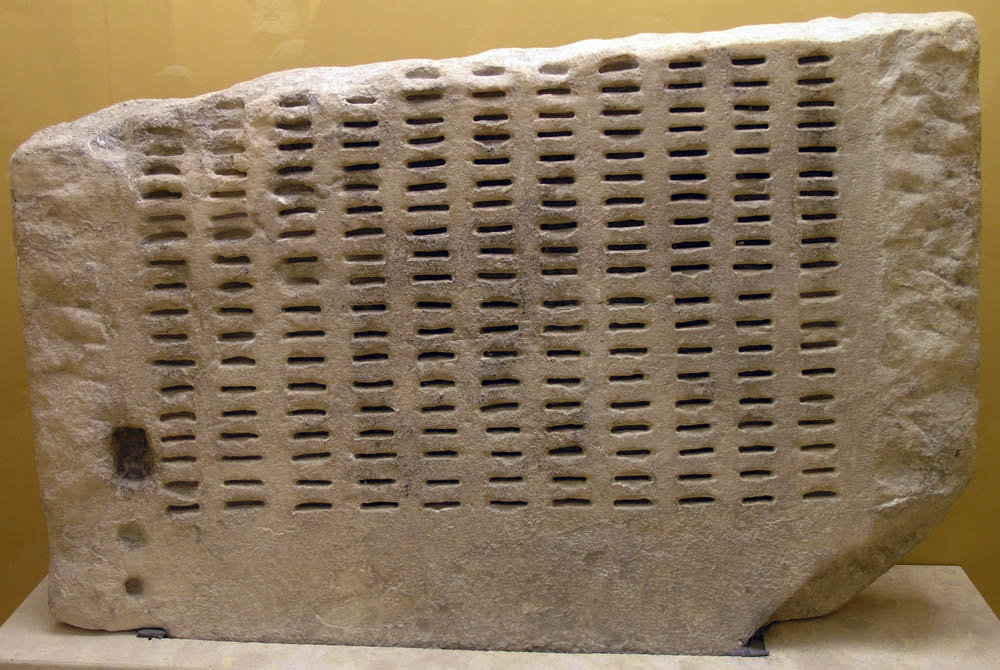
Kleroterion in der Stoa des Attalos

Das Kleroterion (altgriechisch κληρωτήριον, von altgriechisch κλῆρος ‚Los‘) war eine antike Losmaschine.

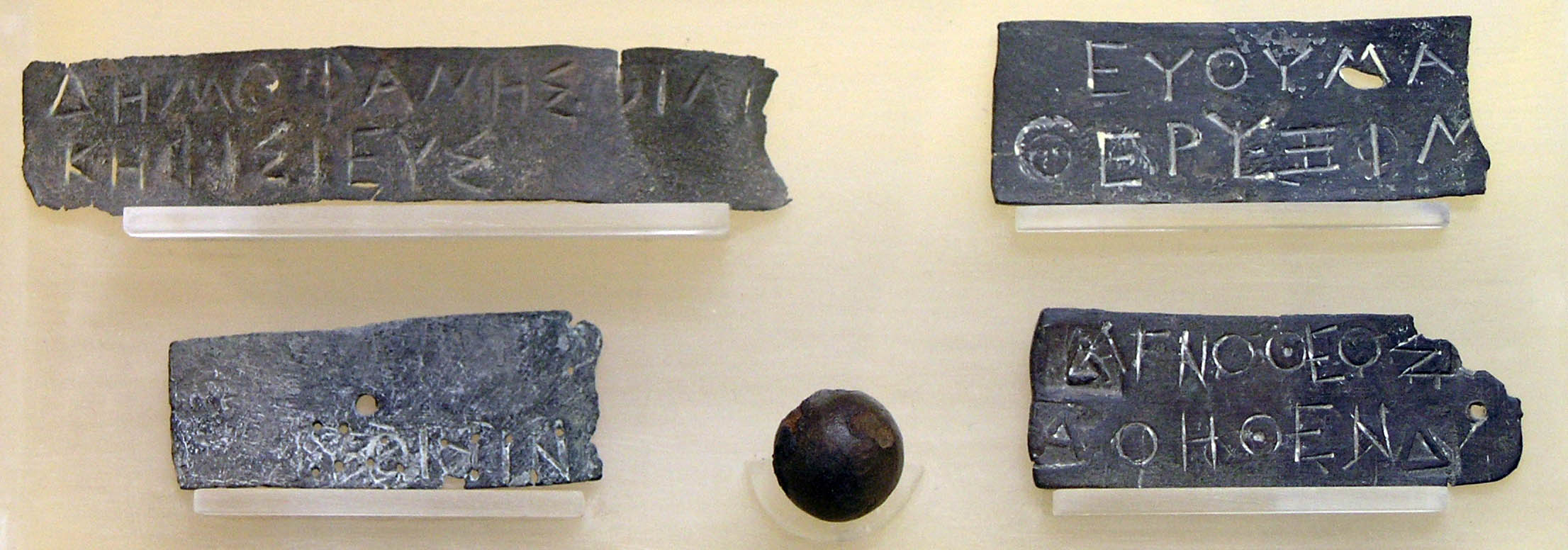
Vier Pinakia mit den Namen von zur Losung stehenden Personen im Agora-Museum in Athen

Sie bestand aus einer großen Steinplatte, in der sich in mehreren Spalten angeordnete Schlitze befanden. In diese Schlitze wurden Plättchen (Pinakia, Einzahl Pinakion) mit den Namen der zur Losung stehenden Personen geschoben. An der Seite der Maschine befand sich eine senkrechte Röhre, in die weiße und schwarze Kugeln eingefüllt wurden, die dann in zufälliger Reihenfolge am unteren Ende der Röhre wieder entnommen werden konnten.
Der traditionellen Lehrmeinung zufolge wurde eine trichterartige Vorrichtung am oberen Ende der Röhre mit Kugeln befüllt. Wie an einer Rekonstruktion der Apparatur deutlich wurde, ist eine derartige Funktionsweise jedoch unwahrscheinlich, da sich die Kugeln gegenseitig an der unteren Trichteröffnung blockieren und somit nicht in die Röhre gelangen. Rekonstruktionen befinden sich heute im Buigen-Gymnasium in Herbrechtingen sowie an den Lehrstühlen für Alte Geschichte der Universitäten Leipzig und Hamburg.
Vermutlich von links nach rechts und von oben nach unten wurde zum Beispiel die Zusammensetzung der Bule bestimmt. Entweder für jede Reihe von Schlitzen oder für jedes einzelne Namensplättchen ließ man eine Kugel aus der Maschine heraus. Kandidaten oder Gruppen, die eine weiße Kugel erhalten hatten, galten als gewählt, Kandidaten oder Gruppen mit einer schwarzen Kugel waren nicht gewählt.
Kleroteria waren zudem im gerichtsprozessualen Alltag Athens im Einsatz. Mittels Los verteilten die Archonten die Geschworenen auf die verhandelnden Gerichte. Die Zuteilung erfolgte auf die Richter, deren Namenstäfelchen in die Losmaschine eingesteckt waren.
Das hier abgebildete Kleroterion aus der Stoa des Attalos auf der Agora in Athen diente wohl der Auslosung der Mitglieder der Bule, da es Schlitze in elf Reihen aufweist – vermutlich für elf Trittyen.